# Dolany nad Vltavou

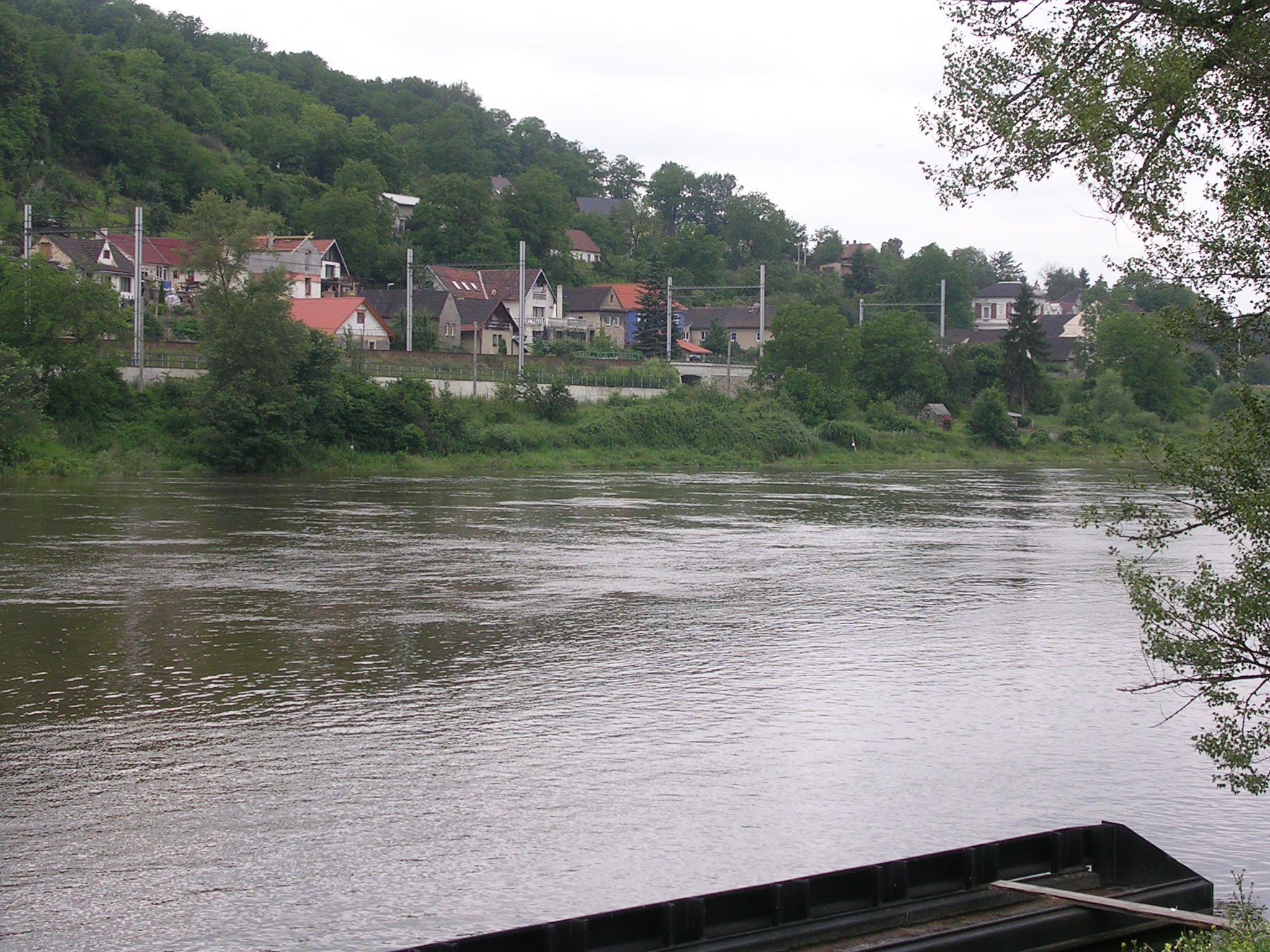
Blick von Dolánky über die Moldau auf Dolany

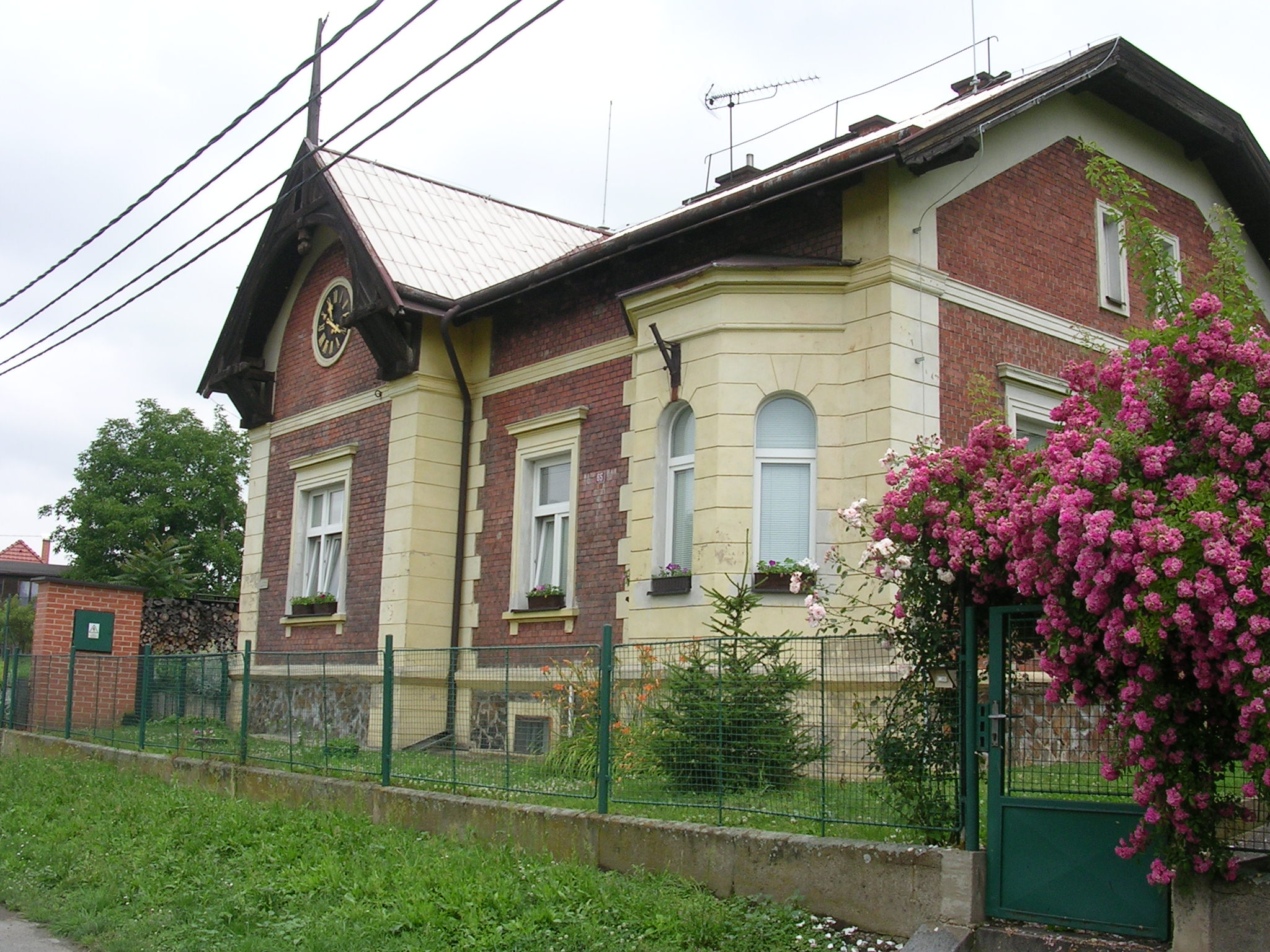
Ehemaliges Verwaltungsgebäude der Schleusenkammer am Stauwerk

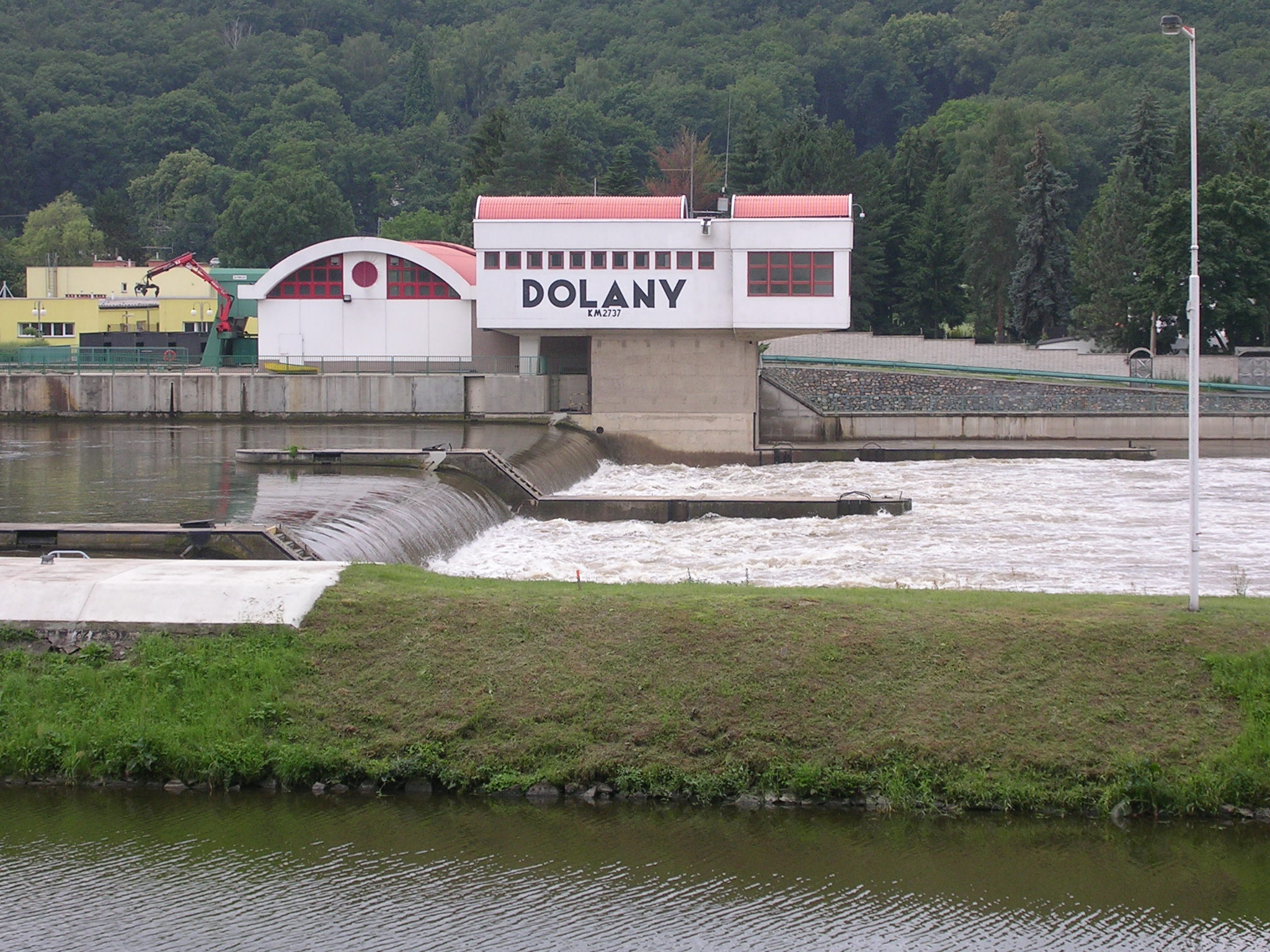
Wasserkraftwerk Dolany

Dolany nad Vltavou (bis 2016 Dolany, deutsch Dolan) ist eine Gemeinde in Tschechien. Sie liegt 17 Kilometer nördlich des Stadtzentrums von Prag und gehört zum Okres Mělník.

## Geographie
Dolany befindet sich am Rande der Prager Hochfläche (Pražská plošina) am linken Ufer der Moldau. Südlich erhebt sich der Na Skalce (311 m) und im Westen der Nehošť (268 m). Durch Dolany verläuft die Bahnstrecke Praha–Děčín. Gegen Osten liegt der Flugplatz und das Gelände des Militärflugzeugherstellers Aero Vodochody.
Nachbarorte sind Kocanda, Chvatěruby und Nové Zlončice im Norden, Zlončice im Nordosten, Postřižín und Dolínek im Osten, Dolánky und Máslovice im Südosten, Libčice nad Vltavou, Chýnov und Těšina im Süden, Tursko, Kozinec und Holubice im Südwesten, Debrno, Mikovice und Minice im Westen sowie Nehošť, Kralupy nad Vltavou und Lobeček im Nordwesten.

## Geschichte
Die erste schriftliche Erwähnung des Dorfes erfolgte 1318 im Zusammenhang mit Przibislaus de Dolan. Die Vladiken von Dolan, die als Vorfahren des Adelsgeschlechts Mladota von Solopisk gelten, besaßen das Gut noch bis zur Mitte des 14. Jahrhunderts. 1337 verkaufte Ješek Prosinka von Dolan das Gut an die Kreuzherren mit dem Roten Stern, denen bereits die umliegenden Güter Kralup und Černuc gehörten. Im Jahre 1406 verpachteten die Kreuzherren die Feste Dolan an Eliška Škopková von Dubá. Um 1430 erwarben die Herren von Valdek die Feste und das Dorf als Pfandbesitz. Der Großmeister der Kreuzherren Oldřich Medek von Valdek löste zwischen 1454 und 1455 das gegenüber von Dolany am anderen Moldauufer gelegene Dorf Dolánky wieder bei seinen Verwandten aus. Während ein Teil des Gutes Dolany an verschiedene niedere Adelsgeschlechter verpfändet war, ging ein anderer als Pfand an die Herren Zajíc von Hasenburg auf Chvatěruby über. Um 1560 erwarben die Kreuzherren diesen Anteil des Dorfes mit der Feste von
Zikmund Chvatěrubský von Lestkov zurück und schlossen ihn an ihr Gut Tursko an. Besitzer des anderen Anteils von dem Hof waren im 16. Jahrhundert die Herren Strauch von Chlumek, später erwarben ihn die Boryně ze Lhoty und schlugen ihn dem Gut Minkowitz (Mikovice) zu. Dieses ging 1669 in den Besitz des Herzogs Julius Franz von Sachsen-Lauenburg über, der das Gut Minkowitz mit der Herrschaft Swoleniowes verband. Nach dessen Tode folgten die Herzöge von Toskana und schließlich die Habsburger als Besitzer von Swoleniowes.
Im Jahre 1843 bestand Dolan aus 52 Häusern mit 371 Einwohnern. Davon gehörten 37 Häuser zu dem an die Herrschaft Swoleniowes angeschlossenen Gut Minkowitz und 15 zum Gut Tursko. Im Minkowitzer Anteil befanden sich ein herrschaftlicher Garten mit Gärtnerhaus, ein verpachteter Meierhof, ein Wirtshaus und eine Ziegelbrennerei. Zum Turskoer Anteil gehörten, abseits des Dorfes, eine zweigängige Mühle an der Moldau und ein obrigkeitliches Jägerhaus. Pfarrort war Libschitz. Bis zur Mitte des 19. Jahrhunderts blieb Dolan anteilig der Herrschaft Swoleniowes mit dem Gut Minkowitz bzw. dem Gut Tursko untertänig.
Nach der Aufhebung der Patrimonialherrschaften bildete Dolany / Dolan ab 1850 eine Gemeinde im Bezirk Slaný und Gerichtsbezirk Velvary. Die Gegend war zu dieser Zeit ein Zentrum des Obstbaus, mit den Dolaner Zwetschken (Dolanské švestky) wurde hier eine besondere Pflaumensorte gezüchtet. Zwischen 1896 und 1901 erfolgte unter der Regie der Kommission zur Kanalisation von Moldau und Elbe durch die Firma Lanna zwischen Libčice und Dolany der Bau eines Stauwerkes in der Moldau. Ab 1912 gehörte Dolany zum Gerichtsbezirk Kralupy nad Vltavou und wurde im Jahr darauf auch dem neu gebildeten Bezirk Kralupy nad Vltavou zugeordnet. Das Dorf hatte im Jahre 1932 ca. 700 Einwohner. 1942 wurde Dolany Teil des Bezirkes Roudnice nad Labem. Nach dem Ende des Zweiten Weltkrieges kam die Gemeinde wieder zum Okres Kralupy nad Vltavou zurück. Nach dessen Aufhebung wurde Dolany 1960 dem Okres Praha-západ zugeordnet, seit 2007 gehört die Gemeinde zum Okres Mělník. Debrno wurde 1961 eingemeindet. Im August 2002 wurden Teile des Dorfes Dolany beim Moldauhochwasser überflutet.

## Gemeindegliederung
Die Gemeinde Dolany besteht aus den Ortsteilen Debrno und Dolany (Dolan) sowie den Einschichten Dolánky, Kocanda und Nehošť.

## Sehenswürdigkeiten
- Stauwerk Dolany-Dolánky an der Moldau unterhalb von Libčice nad Vltavou
- Kapelle des hl. Gotthard in Debrno, errichtet 1769